# ازوپرل
شهر ازوپرل (به فرانسوی: Aiseau-Presles) در شهرستان شرلروآ  در استان انو  در منطقه فدرال والوون در کشور بلژیک واقع شده‌است.